# Увек постоји нада (албум)
Увек постоји нада је четврти албум певачице Ане Бекуте. Објављен је 1988. године за Дискос као ЛП и касета. Продуцент албума је Драган Александрић.

## Песме на албуму
| Бр. | Песма                        | Музика             | Текст           | Аранжман           |
| --- | ---------------------------- | ------------------ | --------------- | ------------------ |
| 1.  | Мој Милане, моје плакање     | Драган Александрић | Миодраг Ж. Илић | Драган Александрић |
| 2.  | Подржи нашу љубав            | Драган Александрић | Миодраг Ж. Илић | Драган Александрић |
| 3.  | Забринута жена               | Драган Александрић | Миодраг Ж. Илић | Драган Александрић |
| 4.  | Дошли дани, растасмо се сами | Драган Александрић | Мила Јанковић   | Драган Александрић |
| 5.  | Хваташ ме у замку            | Драган Александрић | Миодраг Ж. Илић | Драган Александрић |
| 6.  | Пиј, ако ти се пије          | Драган Александрић | Миодраг Ж. Илић | Драган Александрић |
| 7.  | Јесам, па шта ми можеш       | Драган Александрић | Миодраг Ж. Илић | Драган Александрић |
| 8.  | За ким срце да плаче         | Драган Александрић | Миодраг Ж. Илић | Драган Александрић |
| 9.  | Увек постоји нада            | Драган Александрић | Дамир Чоп       | Драган Александрић |
| 10. | Нек' се врата среће отворе   | Драган Александрић | Миодраг Ж. Илић | Драган Александрић |